# Esteban II Lacković

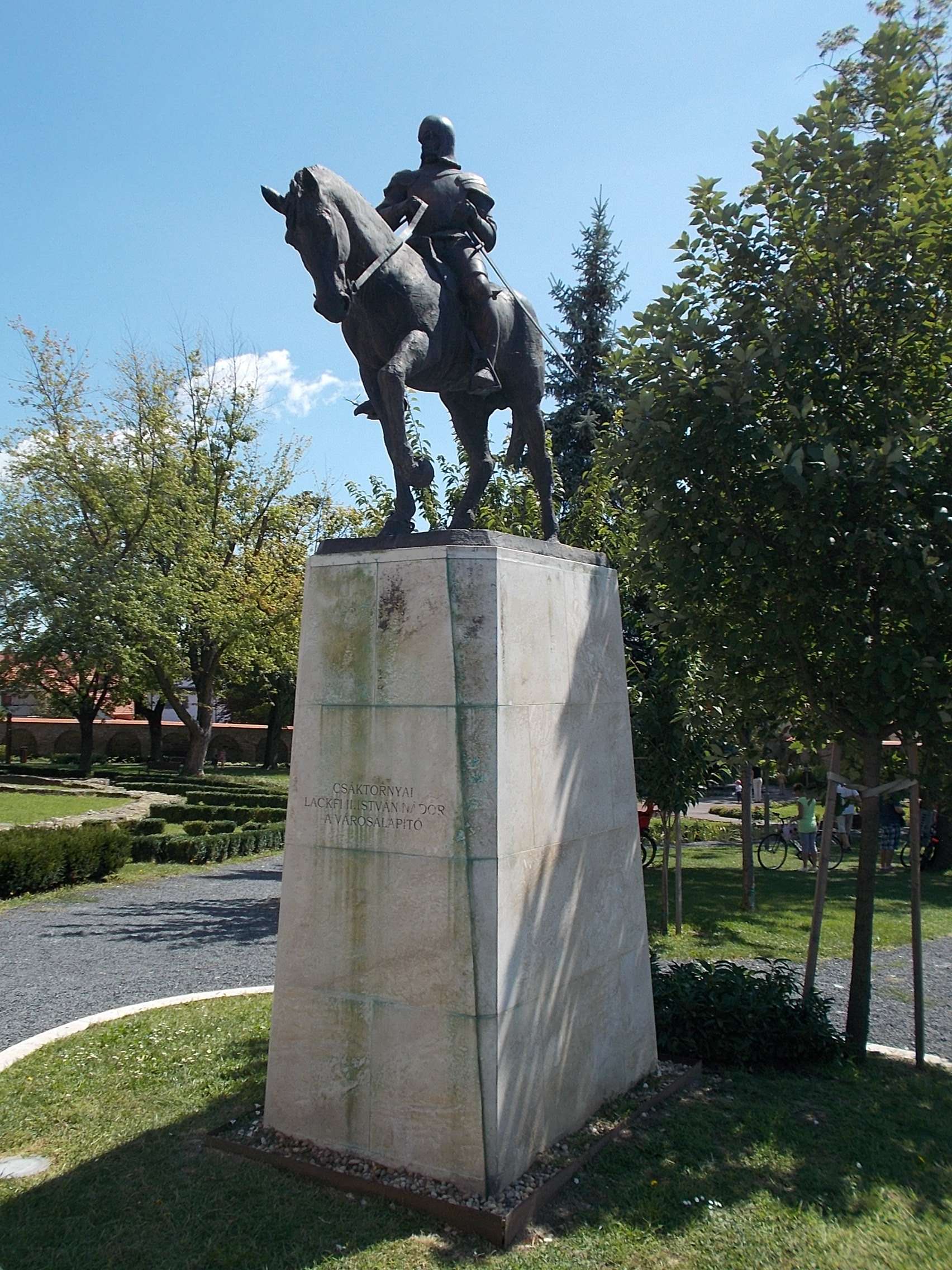
Estatua de Esteban II Lackfi en Keszthely, Hungría.

Esteban II Lacković (en húngaro: Lackfi (II.) István, en croata: Stjepan II. Lacković Čakovečki) fue un miembro de la familia Lacković, Ban de Croacia y Dalmacia desde 1371 hasta 1372 y desde 1383 hasta 1384, Nádor de Hungría y Voivoda de Transilvania. Murió durante la Asamblea Sangrienta de Križevci, el día 27 de febrero de 1397. La asamblea había sido un complot orquestado por el rey Segismundo para asesinar a Esteban y sus seguidores, a causa del apoyo de este último hacia Carlos III de Nápoles, pues se había creado una fuerte disputa por la corona de Hungría y Croacia desde la muerte de Luis I. Sus propiedades fueron confiscadas por la corona y la mayor parte de ellas, en la región de Međimurje, vendidas al suegro del rey Armando II de Celje.